# Vilafranca d'Albigés
Vilafranca d'Albigés (en francès Villefranche-d'Albigeois) és un municipi francès situat al departament del Tarn i a la regió d'Occitània.

## Demografia
| 1962                                       | 1968 | 1975 | 1982 | 1990 | 1999 | 2006  |
| ------------------------------------------ | ---- | ---- | ---- | ---- | ---- | ----- |
| 812                                        | 783  | 789  | 850  | 898  | 955  | 1.030 |
| Des de 1962: població sense dobles comptes |      |      |      |      |      |       |

## Administració
| Període   | Identitat          | Partit |
| --------- | ------------------ | ------ |
| 2001-2008 | Claude Bessière    |        |
| 2008-     | Jean-Luc Chazottes |        |